# Styczeń 2013

## 1 stycznia
- Irlandia objęła prezydencję w Radzie Unii Europejskiej[1].
- Ueli Maurer objął stanowisko prezydenta Szwajcarii[2].

## 2 stycznia
- W wieku 69 lat zmarła Teresa Torańska, polska dziennikarka, autorka głośnych wywiadów[3].

## 3 stycznia
- Kongres Stanów Zjednoczonych rozpoczął swoją 113. kadencję. Republikanin John Boehner został ponownie wybrany na przewodniczącego Izby Reprezentantów.[4][5]

## 6 stycznia
- Polka Justyna Kowalczyk i Rosjanin Aleksandr Legkow zwyciężyli w siódmej edycji Tour de Ski – prestiżowej imprezy w biegach narciarskich[6].
- Austriak Gregor Schlierenzauer zwyciężył w 61. edycji Turnieju Czterech Skoczni[7].

## 7 stycznia
- Były republikański senator z Nebraski Chuck Hagel otrzymał od Baracka Obamy nominację na sekretarza obrony USA w trakcie drugiej kadencji prezydenckiej. Na stanowisku zastąpi przechodzącego na emeryturę Leona Panettę.[8]
- Argentyńczyk Lionel Messi otrzymał Złotą Piłkę – nagrodę dla najlepszego piłkarza w roku 2012[9].

## 9 stycznia
- W wieku 93 lat zmarł James M. Buchanan, laureat nagrody im. Alfreda Nobla w dziedzinie ekonomii z 1986 roku[10].

## 10 stycznia
- W serii zamachów bombowych w Pakistanie zginęło co najmniej 118 osób, a 220 zostało rannych. Do najtragiczniejszych zamachów doszło w położonej na zachodzie kraju stolicy Beludżystanu, Kwecie, oraz w Dolinie Swat w północno-wschodniej części Pakistanu[11].

## 11 stycznia
- Zmarł Aaron Swartz, amerykański programista i działacz społeczny[12].
- Francuskie Siły Zbrojne rozpoczęły w środkowym Mali operację reagowania kryzysowego wymierzoną w fundamentalistów islamskich pod nazwą operacja Serwal[13].

## 12 stycznia
- Miloš Zeman (24,21% głosów) i Karel Schwarzenberg (23,40%) przeszli do drugiej tury wyborów prezydenckich w Czechach. W I turze odpadł m.in. sondażowy faworyt do II tury Jan Fischer (16,35%).[14]

## 13 stycznia
- Zmarł ukraiński dysydent Mychajło Horyń[15].
- Zmarł polski prawnik Michał Kulesza, współautor reformy samorządowej[16].

## 15 stycznia
- 82 studentów zginęło w dwóch wybuchach rakiet, które uderzyły w Uniwersytet w Aleppo[17].

## 16 stycznia
- Amerykański Federalny Urząd ds. Lotnictwa oraz Europejska Agencja Bezpieczeństwa Lotniczego uznały samoloty typu Boeing 787 za niezdolne do lotu do czasu przeprowadzenia ich inspekcji[18][19]

## 17 stycznia
- Zmarła Jadwiga Kaczyńska – polska filolog; matka Jarosława i Lecha Kaczyńskich[20].

## 19 stycznia
- Algierska Narodowa Armia Ludowa przypuściła ostateczny szturm na zajęte przez terrorystów pole gazowe In Amnas, odbijając cały kompleks. Zginęło ostatnich siedmiu zakładników oraz jedenastu islamistów.[21][22]

## 23 stycznia
- W wieku 83 lat zmarł kardynał Józef Glemp, prymas Polski w latach 1981-2009[23].

## 26 stycznia
- Zmarł Stefan Kudelski, inżynier i wynalazca, twórca marki Nagra[24].
- Białorusinka Wiktoryja Azaranka zwyciężyła w zawodach gry pojedynczej podczas wielkoszlemowego turnieju tenisowego Australian Open. W finale pokonała Chinkę Li Na (4:6, 6:4, 6:3).[25]

## 27 stycznia
- 232 osoby zginęły w pożarze klubu nocnego w brazylijskim mieście Santa Maria[26].
- Serb Novak Đoković zwyciężył w zawodach gry pojedynczej podczas wielkoszlemowego turnieju tenisowego Australian Open. W finale pokonał Szkota Andy’ego Murraya w czterech setach 6:7(2), 7:6(3), 6:3, 6:2.[27]
- Reprezentacja gospodarzy zwyciężyła w rozegranych w Hiszpanii mistrzostwach świata w piłce ręcznej mężczyzn[28].

## 28 stycznia
- Francuskie Siły Zbrojne wraz z wojskami rządowymi Mali zajęły Timbuktu na północy kraju wraz z portem lotniczym. Według doniesień, wojska zostały entuzjastycznie powitane przez miejscową ludność, natomiast wycofujący się islamiści spalili bibliotekę wraz ze średniowiecznymi manuskryptami.[29]

## 29 stycznia
- 22 osoby zginęły w katastrofie samolotu pasażerskiego w Ałmaty w Kazachstanie[30][31].

## 30 stycznia
- Korea Południowa po raz pierwszy udanie wystrzeliła satelitę cywilnego, STSAT-2C. Satelita został wyniesiony na niską orbitę za pomocą pierwszej południowokoreańskiej rakiety nośnej Naro-1.[32][33]